# Fredrik Lindström (Autor)

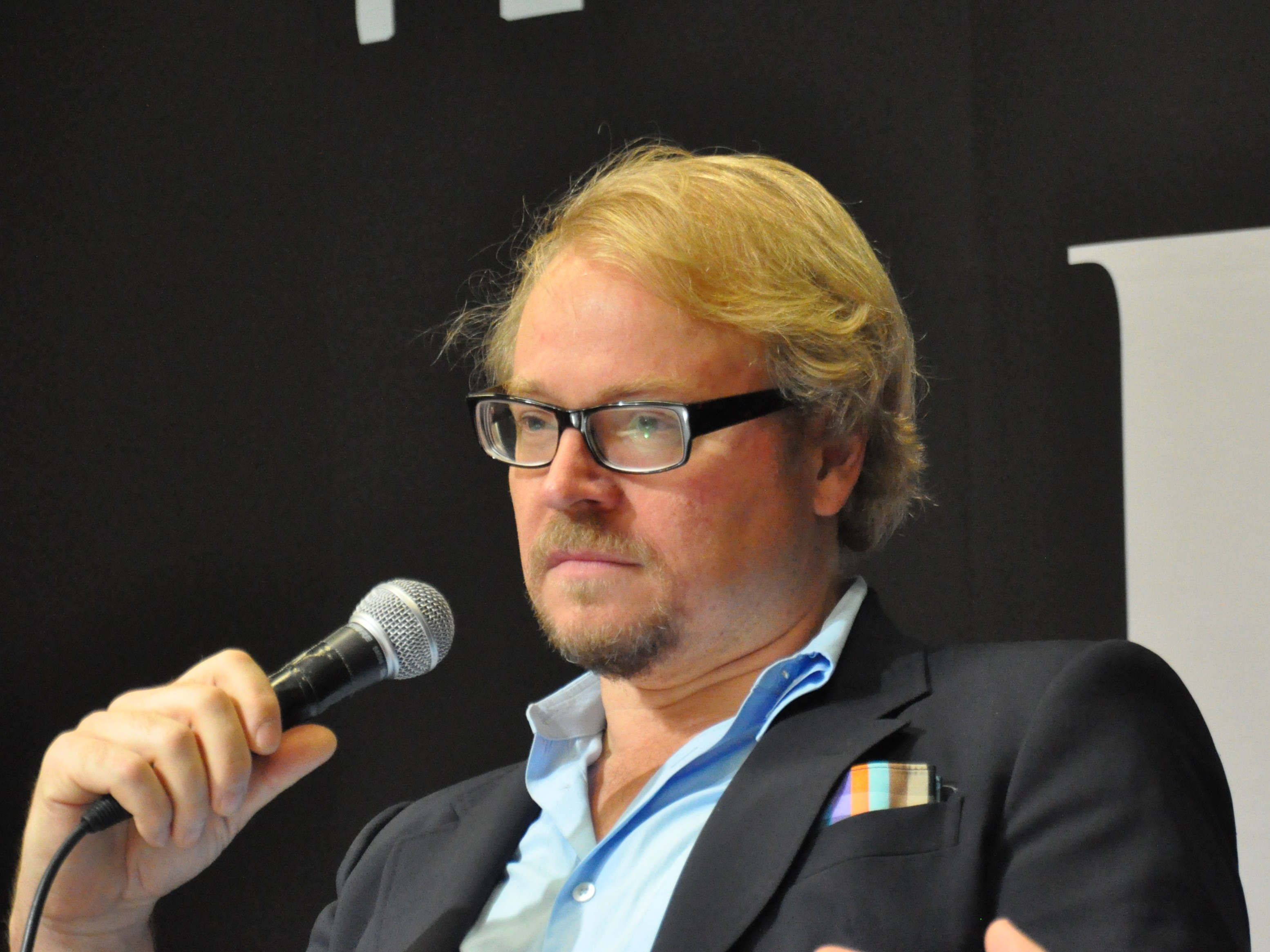
Fredrik Lindström 2011

Fredrik Lindström (* 27. Juni 1963 in Eskilstuna) ist ein schwedischer Redakteur, Schriftsteller, Komiker und Linguist.

## Leben
Fredrik Lindström ist der Sohn des Eisenhändlers Hans Gösta Lindström und der Kinderkulturberaterin Lena Lindström, geb. Lundgren.
Von 1979 bis 1982 war er Schlagzeuger der Heavy-Metal-Band Crystal Pride.

## Ausbildung
Fredrik Lindström studierte Literaturwissenschaften, Ästhetik und Ideengeschichte und absolvierte eine Forscherausbildung in nordischen Sprachen. Außerdem besuchte er die Poppius Journalistenschule.
Lindström begann eine Doktorarbeit zur schwedischen Sprachgeschichte der Mälartalregion an der Universität Uppsala, die er auf Grund seiner vielfältigen Aktivitäten in Funk und Fernsehen und als Schriftsteller abgebrochen hat.

## Tätigkeiten
Bekannt wurde Lindström als Mitwirkender im Unterhaltungsprogramm Hassan (Scherzanrufe bei zufällig Ausgewählten) und in På minuten (Auf die Minute, eine schwedische Version von Just a Minute auf BBC) im schwedischen öffentlich-rechtlichen Rundfunk. In den 1990er Jahren trat er als Komiker im Jugendsender ZTV auf (Tommy på vita duken (Tommy auf der Leinwand)), war Mitverfasser der Drehbücher für die Comedy-Serien c/o Segemyhr und Detta har hänt (Das ist passiert) für das schwedische Fernsehen und produzierte 2001 die fiktive Dokumentation Harry Victor. Außerdem trat er in den Fernsehserien Ingesson, Pangbulle und Pentagon auf bzw. war deren Programmleiter.
Lindström produzierte die Spielfilme Vuxna människor (Erwachsene Menschen, 1999) und Känd från TV (Bekannt aus dem Fernsehen, 2001).
1999 trat er auch als Stand-up Comedian in Stockholm auf. Aus den Mitschnitten dieser Abende entstand die CD Matapa (1999).
Das schwedische Fernsehen strahlte 2002 bis 2003 seine Serie Värsta språket (Die schlimmste Sprache) aus, die sich auf populärwissenschaftlichem Niveau mit der schwedischen Sprache auseinandersetzt. Aus der Serie entstand Lindströms gleichnamiges Buch, das im Jahr 2000 bei Albert Bonniers herauskam. Der Nachfolger zu dieser Serie ist Svenska dialektmysterier (Schwedische Dialektmysterien), eine launige Dokumentation zu verschiedenen schwedischen Dialekten, die 2006 den schwedischen TV-Preis Kristallen in der Kategorie Infotainment erhielt.
Die beiden Serien beschäftigen sich nicht nur mit der Sprache an sich, sondern fragen auch nach dem Menschenschlag, der sie spricht, und welche kulturellen und historischen Entwicklungen zu dem beigetragen haben, was heute in Schweden gesprochen wird. Lindström verbindet seine Kenntnisse zur Sprachgeschichte mit seinem humoristischen Talent, was die Sendungen ausgesprochen unterhaltsam macht. Es gelingt ihm so außerdem, seine Inhalte trotz des relativ theoretischen Gegenstands leicht verständlich zu vermitteln.
Dasselbe gilt für seine Serie Världens modernaste land (Das modernste Land der Welt), die im Januar 2007 gesendet wurde. Darin beschäftigt sich Lindström mit der Frage, was schwedisch und unschwedisch ist, was die schwedische Mentalität ausmacht und wie es dazu gekommen sein könnte. Mit Historikern und Ethnologen diskutiert er im Fernsehstudio, befragt aber auch in Schweden lebende Ausländer nach ihren Eindrücken. 2007 tourte der Autor dann mit einer Show durch Schweden, die auf dieser jüngsten Fernsehserie basierte.
Seit 2009 wirkt Lindström als „Schiedsrichter“ in der auf weltweitem Allgemeinwissen basierenden Unterhaltungssendung „På spåret“ des schwedischen Fernsehens mit, die sich einer langjährigen Beliebtheit bei einem breiten schwedischen Fernsehpublikum erfreut.
Lindströms diverse Bücher (s. u.) beschäftigen sich mit kulturellen Phänomenen und Schrulligkeiten Schwedens, und vor allem die Sprachbücher sind bei seinen Landsleuten ein Verkaufserfolg geworden. Auf Deutsch ist bislang nur Wo, bitte, geht's zum richtigen Leben? erschienen.

## Bücher
- Vem är Björn och vem är Benny och andra intressanta mysterier.
- Svitjods undergång och Sveriges födelse.
- Vad gör alla superokända människor hela dagarna?
- Världens dåligaste språk: Tankar om språk och människan idag.
- Jordens smartaste ord. Språkliga gåtor och mänskliga tänk.
- Jag är en sån som bara vill ligga med dig.

## CDs
- Matapa